# Ipogeo celtico
L'ipogeo celtico di Cividale del Friuli consiste in una serie di ambienti sotterranei, scavati nella roccia. Ha uno sviluppo su più livelli e a più diramazioni. Gli studiosi sono ancora incerti sulla funzione originaria di questo monumento, che trova scarsi confronti. Alcuni propendono per un uso funerario in età celtica, altri ritengono che l'ambiente possa essere stato utilizzato in età romana o longobarda come carcere.